# Đại Minh hội điển
Đại Minh hội điển (tiếng Trung Quốc: 大明會典 / Dà míng huì diǎn) là một cuốn sách thuộc thể loại hội điển được biên soạn từ năm 1393 đến năm 1587 bởi các tác giả Từ Phổ, Lý Đông Dương và Thân Minh Hàng, ghi chép những điển pháp Trung Hoa dưới triều Minh. Tác phẩm này đã có ảnh hưởng lớn đến việc đặt định điển pháp tại các nước đồng văn với Trung Hoa.